# Thomas Gachignard
Thomas Gachignard (født 17. august 2000 i Niort) er en cykelrytter fra Frankrig, der er på kontrakt hos Team TotalEnergies.